# Saint-Guillaume
 Saint-Guillaume  es una población y comuna francesa, en la región de Ródano-Alpes, departamento de Isère, en el distrito de Grenoble y cantón de Monestier-de-Clermont.

## Demografía
| 185 | 144 | 132 | 160 | 235 | 270 |
| Para los censos de 1962 a 1999 la población legal corresponde a la población sin duplicidades (Fuente: INSEE [Consultar]) |     |     |     |     |     |